# 畠中秀人
畠中 秀人（はたけなか ひでと）は、日本の国土交通技官。滋賀県土木交通部技監や、名古屋高速道路公社副理事長、内閣府沖縄総合事務局次長などを歴任した。

## 人物・経歴
高知県高知市出身。土佐高等学校を経て、1989年東京大学大学院工学系研究科修士課程修了、建設省入省。国土技術政策総合研究所企画部研究評価・推進課主任研究官を経て、2001年国土交通省道路局高速国道課課長補佐。2002年国土交通省道路局国道課課長補佐。2003年奈良県土木部道路建設課長。2005年国土交通省道路局有料道路課企画専門官。
2006年国土技術政策総合研究所高度情報化研究センター高度道路交通システム研究室主任研究官。2008年国土技術政策総合研究所高度情報化研究センター高度道路交通システム研究室長。
2010年国土交通省中部地方整備局静岡国道事務所長。2011年国土交通省総合政策局公共事業企画調整課環境・リサイクル企画室長。
2013年滋賀県土木交通部技監（道路交流基盤担当）。2015年国土交通省四国地方整備局企画部長。2017年観光庁観光地域振興部観光地域振興課長。2019年愛知県建設局土木部建設総務課付、名古屋高速道路公社副理事長。2022年内閣府沖縄総合事務局次長（開発建設担当）。2023年国土交通省大臣官房付、即日辞職。2023年先端建設技術センターカーボンニュートラル審議役。2024年先端建設技術センター業務執行理事。